# Armada Española
Armada Española er den maritime del af det spanske forsvar, en af de ældste aktive flåder i verden. Den spanske flåde har æren for adskillige bedrifter i verdenshistorien, såsom opdagelsen af Amerika, den første verdensomsejling og opdagelsen af ruten fra Fjernøsten til Amerika over Stillehavet (Andres de Urdaneta's rute). I tre århundreder sikrede den spanske flåde et kæmpe handelsnetværk som sejlede i Stillehavet mellem Asien og Amerika, samt i Atlanterhavet, hvor den spanske guldflåde sejlede i konvojer fra Amerika til Europa. Den spanske flåde var den mest magtfulde flåde i Europa fra det tidlige 16. århundrede til midten af det 17. århundrede, og en af de mest magtfulde flåder op til midten af det 19. århundrede.
I 1987, bestod Armada Española af 47.300 ansatte, inklusiv Infanteria de Marina, hvoraf ca. 34.000 var værnepligtige.. I 2002 var alle værn i det spanske forsvar fuldt professionelle.. Flådens hovedbaser ligger i Rota, Ferrol, San Fernando samt Cartagena.

## Flåden i dag
Underordnet til den spanske flådechef med hovedkvarter i Madrid, findes der fire områdekommandoer: Kantabriens distrikt med hovedkvarter i Ferrol, A Coruña på Atlanterhavkysten. Gibraltarstrædets distrikt med hovedkvarter i San Fernando Cádiz. Middelhavsdistriktet med hovedkvarter i Cartagena, samt de Kanariske Øers distrikt med hovedkvarter i Las Palmas de Gran Canaria.
Armadaens største skib er hangarskibet Príncipe de Asturias (R11), som indgik i flådens tal i 1988 efter at have afsluttet søprøverne. Skibet blev bygget i Spanien og er designet med et skihop for enden af landingsdækket. Skibet kan udstyres med niogtyve AV-8 Harrier II V/STOL (Vertical/Short Take Off and Landing) eller seksten helikoptere designet til antiubådskrigsførelse eller amfibieoperationer.
Med hangarskibet følger en eskortegruppe bestående af fire Álvaro de Bazán-klasse fregatter, bygget i Spanien og udstyret med det amerikanske AEGIS-kampinformationssystem og udrustningen består blandt andet af Harpoon- og Standard missiler. Den første enhed af klassen indgik i 2002. Af andre fregatter kan nævnes Santa Maria-klassen, som blev bygget på licens i Spanien mellem 1984-1995. Seks korvetter af portugisisk design blev konstrueret i Spanien mellem 1978-1982.
Ubådsstyrken består af fire ældre ubåde af Galerna-klassen konstrueret mellem 1983-85. Ubådene er udstyret med Exocet SM.39. Fire ubåde af Daphne-klassen blev bygget mellem 1973-75 og er nu udgået. Agosta-klassen er planlagt til at blive afløst af den moderne S80-klasse som bliver langtrækkende og benytter moderne stealth teknologi.

## Historie

### Begyndelsen (13. – 15. århundrede)
Den spanske marine spiller en stor rolle i forklaringen på de store spanske bedrifter siden det 14. århundrede, især Spaniens rolle i opdagelsestiden og den spanske ekspansion over Atlanterhavet og Spansk Østindien. Den moderne spanske flådes rødder strækker sig til langt tilbage før opdagelsen af Amerika. Allerede de tidligere kongedømmer der førte til grundlæggelsen af det nuværende Spanien, Aragonien og Castilien var stærke sømagter så tidligt som det 13. århundrede. Aragonien brugte sit søherredømme til at skabe et imperium omkring Middelhavet og Castilien foretog togter mod Maurerne (Erobringen af Cadiz i 1232) og blev involveret i hundredeårskrigen. I 1402 erobrede en Castiliansk ekspedition anført af Juan de Bethencourt de Kanariske Øer for Henrik III af Castilien.
I det 15. århundrede brugte Castilien sine flådestyrker til at søsætte et større antal opdagelsesrejser cirka samtidig med Portugals opdagelsesrejser, hvilket medførte starten på den europæiske opdagelsestid. Både den aragoniske og den castilianske flåde såvel som deres efterfølger, Armadaen levede med en konstant trussel i de berberiske pirater. Defensive og straffeekspeditioner over Middelhavet førte til erobringen af adskillige udposter inklusiv Melilla i 1497, Mazalquivir i 1505, Oran i 1509, Algier i 1510, Tripoli i 1511 og det mindre Plazas de soberanía som er forblevet en del af Spanien til den dag i dag.
I 1492 ankom to Karaveller og en Karak anført af admiral Christoffer Columbus til hvad der i dag er Amerika, i en ekspedition der skulle finde den vestlige rute til Fjernøsten Denne ekspedition førte senere til opdagelsen af Amerika, og startede hermed en massiv kolonisering.

### Ekspansion og dominans under Habsburgerne (16. – 17. århundrede)
Efter opdagelsen af Amerika og koloniseringen af en række karibiske øer såsom Cuba, blev spanske de conquistadorer Hernán Cortés og Pizarro af Armadaen ført til det amerikanske hovedland hvor de erobrede Mexico og Peru. Flåden bragte også spanske opdagelsesrejsende til det Nordamerikanske kontinent, såsom Juan Ponce de Leon og Alvarez de Pineda, som opdagede Florida og Texas i henholdsvis 1519 og 1521. I 1519, sendte Spanien den første ekspedition der skulle foretage en verdensomsejling ført af portugiseren Ferdinand Magellan. Efter Magellans død i 1521 på øen Mactan i Filippinerne, blev den resterende del af ekspeditionen fuldført af Juan Sebastian Elcano. I 1565 førte Miguel Lopez de Legazpi en succesfuld ekspedition fra Nyspanien (Mexico) for at etablere den første spanske koloni i Filippinerne.
En af de mest berømte spanske admiraler er Álvaro de Bazán, "Almirante del Mar Océano" (Admiral for Atlanterhavet). De Bazán hjalp med at vinde slaget ved Lepanto (1571) mod det Osmanniske Rige. Det spanske marineinfanteri, (Infantería de Marina), verdens ældste marineinfanteri (etableret i 1537 fra Compañías Viejas del Mar de Nápoles), spillede en stor rolle i dette slag.
Den spanske armadas tilbagetog i 1588, betød ikke tilbagegang for den spanske flåde, men betød tværtimod en større reform og den beholdte sin dominerende stilling på havene. Tiltrods for flådens store tab af skibe og mandskab ved den irske kyst, viste de efterfølgende år den spanske flådes højdepunkt, hvor Armadaen slog en engelsk flåde i 1589, slog hårdt ned på Boucanierne der angreb den spanske guldflåde og slog angreb på de spanske kolonier i det Caribiske Hav og Spansk Vestindien tilbage og Armadaen fortsætter sin dominans i Atlanterhavet. Det var hollandske rebeller der skulle udgøre den største trussel mod den spanske overmagt. Holland påførte spanierne et antal nederlag allerede så tidligt som i 1570'erne og øgede deres pres på de spanske og portugisiske handelsruter, især fra 1620'erne. Slaget ved Gibraltar i 1607 var skelsættende. Et antal små hollandske krigsskibe overraskede 10 store oceangående spanske galeoner der lå for anker i bugten og sænkede dem alle. Spanierne svarede igen ved at udstyre private skibe stationeret hovedsageligt i Dunkirk med et kaperbrev, hovedsageligt møntet på hollandske handelsskibe og trawlere. Denne handelskrig antog en global dimension og kaperne opererede så langt væk som de spanske Filippinerne. Armadaens dominans aftog efter slaget ved the Downs i 1639, hvor en stor spansk troppetransportflåde blev slået af hollænderne.
Senere, i det 17. århundrede, kunne man i Storbritannien se svækkelsen i den spanske flåde og den engelske Lord Protector Oliver Cromwell indgik i 1654 en alliance med Frankrig hvilket udløste den Anglo-spanske krig. Storbritannien håbede med denne krig at kunne erobre dele af de spanske besiddelser i Amerika. Dette mål viste sig dog at være for vanskeligt at nå for briterne, da Spanien var stærkt tilstede i det caribiske hav, støttet af kraftigt befæstede havne såsom Havana, Veracruz og Cartagena de Indias. Den nyligt genrejste engelske flåde påførte Armada Española adskillige nederlag og briterne erobrede Jamaica. Andre mindre caribiske øer blev også tabt til andre europæiske kræfter og blev brugt til angreb på de spanske kolonier og pirater og kapere. De store Antiller forblev dog under spansk kontrol, hvorved den spanske flåde kunne fortsætte med at eskortere den spanske guldflåde tilbage til Spanien for endnu tohundrede år.
Selvom de spanske Habsburgere ikke tildelte flåde megen opmærksomhed fortsatte flåden med at holde forbindelserne mellem Spanien, Amerika og dets andre territorier for det meste af det 17. århundrede og fortsatte med held at udføre dets opgaver. Armada Española fortsatte med at være en maritim stormagt indtil tidligt i det 19. århundrede.

### Modernisering under Borbònerne (18. århundrede)
I det 18. århundrede hyrede det nye Borbònske monarki franske og italienske eksperter til at modernisere den forsømte flåde og dets administration. Et "Secretaría" (Ministerium) for flåden og hæren blev etableret, hvor kontrollen med flåden og hæren blev centraliseret i 1714 og et strengt standardiseringsprogram blev introduceret i skibe fremgangsmåder og administration. Flåden var den tredjevigtigste flåde i verden efter Marine Nationale (som den spanske flåde ofte var allieret med) og Royal Navy. Uagtet spillede Armadaen en stor og vigtig støtterolle i den polske arvefølgekrig, krigen om Jenkins øre og den amerikanske uafhængighedskrig, og fortsatte med dens primære opgaver såsom at beskytte konvojer og den spanske kystlinje med en stor flåde af fregatter.
Flåden blev i det 18. århundrede mest benyttet til at holde søvejene fra hovedlandet til kolonierne åbne, støtte invasioner og undertrykke pirataktiviteter. Tidens fremherskende doktriner betød at der ikke opstod store søslag, og under disse forhold fremstod Armada Española som en ganske potent styrke indtil Napoleonskrigene påførte Spanien økonomisk, politisk og administrativt kaos.

### Nedgang (19. Århundrede)
Det 19. århundrede var vendepunktet i den spanske flådes historie. Armadaen led under to hårde slag. Den 21. oktober 1805 blev den spanske flåde presset i kamp af Napoleon I, og den fransk-spanske flåde blev slået ved Slaget ved Trafalgar. Af 15 skibe lykkedes det kun 6 skibe at komme tilbage til Cadiz. En endnu vigtigere pointe kan ses på det ensidede resultat, hvor Frankrig-Spanien gik ind i kampen med 33 skibe mod Storbritanniens 27. Storbritannien mistede ikke et eneste skib imod de Fransk-Spanske tab på 22 skibe. Dette kan tilskrives de uerfarne besætningers kamp mod de krigsvante britiske veteraner. Mange af de spanske besætninger var landsoldater, shanghajede tiggere og bønder hvor flere aldrig havde så meget som affyret en kanon på et vippende skib i modsætning til de højt trænede britiske besætninger der på dette tidspunkt havde været i kamp adskillige gange. Spanien var tvunget til at udskrive et stort antal uerfarne besætninger, da en epidemi af gul feber i 1802-04 havde gjort stort indhug i de erfarne besætninger såvel som en måde at måde at holde udgifterne nede da erfarne matroser skulle have en højere løn end uerfarne folk. Den franske admiral ignorerede de spanske kaptajner, som havde stor erfaring i at bryde blokader (og ikke nærede sig nogle illusioner om Armadaens tilstand), og deres bønner om at vente på gunstigere forhold til at forlade havnen. Den britiske admiral benyttede sig af en taktik der gjorde det svært for de uerfarne spanske kaptajner. Omkring 45 linjeskibe (ud af omkring 150 skibe i alt) forblev i havn indtil de indgik aktivt i Napoleonskrigene i 1808.
Det 19. århundrede sluttede som det begyndte, med endnu en skæbnesvanger begivenhed. Den 3. juli, 1898, Admiral Cervera's eskadre var udslettet i en heroisk, men håbløs kamp for at bryde en amerikansk blokade af Cuba under den spansk-amerikanske krig. Den spanske eskadre i Filippinerne var tidligere samme år blevet slået i slaget ved Manila (1998).
Igennem dens historie har Armadaen nået mange milepæle, fra guldflådens transport af guld og sølv fra kolonierne i Amerika til sikre det Spanske imperium i Europa, Amerika og Fjernøsten og Afrika. I flådens storhedstid bidrog flåden enormt til den geografiske kendskab til verden, åbningen af adskillige ruter over Atlanten og Stillehavet, undertrykkelsen af pirateri og smugling. Det bidrog også til udviklingen af oceangående skibe såsom galeonen og den mekanisk fremdrevne ubåd. Der ville gå indtil det 20. århundrede før Armadaen igen begyndte at vokse og igen indtage sin position som en af de vigtigste flåder i verden.
I slutningen af det 19. århundrede antog Armada Española hymnen Salve Marinera, en salme til Stella Maris (Jomfru Maria), som dens officielle hymne.

### Nutiden (20. – 21. århundrede)
Adskillige begivenheder fandt sted i starten af det 20. århundrede, blandt andet Alhucemas-landgangen i Marokko, som var den første succesrige landgangsoperation i verdenshistorien.
Spanien blev medlem af North Atlantic Treaty Organisation (NATO) i 1982, og Armada Española har siden da taget del i mange fredsbevarende operationer såsom SFOR, Haiti og andre steder i verden. I dag er den spanske flåde meget moderne med et hangarskib, to amfibie-dokskibe, et amfibie-helikopterskib, moderne fregatter og nye ubåde er under konstruktion. Det spanske marineinfanteri, (på spansk Infanteria de Marina), er en integreret del af Armadaen. Spanske officerer modtager deres uddannelse på Escuela Naval Militar (Det spanske flådeakademi) og bliver rekrutteret enten via Militar de Complemento, som fungerer stort set som det amerikanske ROTC-program for College-studerende der ønsker at gå ind i flåden. De tilbringer et år på flådeakademiet og bliver derefter udnævnt kadetter. Den anden måde man kan blive officer på er Militar de Carrera, hvor studerende tilbringer fem år på flådeakademiet og modtager en universitetsgrad efter fuldførelse af uddannelsesforløbet.

## Rangorden

### Officersgruppen
| NATO-rang   | OF-10           | OF-9              | OF-8        | OF-7          | OF-6            | OF-5             | OF-4               | OF-3               | OF-2              | OF-1                                  | OF(D)         | Kadet       |
| ----------- | --------------- | ----------------- | ----------- | ------------- | --------------- | ---------------- | ------------------ | ------------------ | ----------------- | ------------------------------------- | ------------- | ----------- |
| Distinktion | Capitán General | Almirante General | Almirante   | Vicealmirante | Contraalmirante | Capitán de Navío | Capitán de Fragata | Capitán de Corbeta | Teniente de Navío | Capitán de Navío · Capitán de Fragata | -             | Alumno      |
| Spansk rang | Capitán General | Almirante General | Almirante   | Vicealmirante | Contraalmirante | Capitán de Navío | Capitán de Fragata | Capitán de Corbeta | Teniente de Navío | Alférez de Navío Alférez de Fragata   | Guardiamarina | Alumno      |
| Dansk rang  | Findes ikke     | Admiral           | Viceadmiral | Kontreadmiral | Flotilleadmiral | Kommandør        | Kommandørkaptajn   | Orlogskaptajn      | Kaptajnløjtnant   | Premierløjtnant Løjtnant              | Findes ikke   | Findes ikke |

### Sergent og meniggruppen
| NATO rang   | OR-9                         | OR-8          | OR-7             | OR-6        | OR-5       | OR-4         | OR-3             | OR-2                                | OR-1                          |
| ----------- | ---------------------------- | ------------- | ---------------- | ----------- | ---------- | ------------ | ---------------- | ----------------------------------- | ----------------------------- |
| Distinktion | -                            | -             | -                | -           | -          | -            | -                | -                                   | -                             |
| Spansk rang | Suboficial mayor Subteniente | Brigada       | Sargento primero | Sargento    | Cabo mayor | Cabo primero | Cabo             | Marinero de 1ª clase                | Marinero                      |
| Dansk rang  | Chefsergent                  | Seniorsergent | Oversergent      | Findes ikke | Sergent    | Korporal     | Marinespecialist | Marineoverkonstabel Marinekonstabel | Marineelev Værnepligtig menig |

## Armada Española nu

### Organisation
- Hovedbasen i Rota
  - Projektionsgruppen baseret i Rota
    - 1x Hangarskib, Principe de Asturias
    - 2x Amfibie-dokskibe af Galicia-klassen
    - 1x Landgangsfartøj af Newport-klassen
    - 1x Tankskib, Marques de la Ensenada
    - 1x Genforsyningsskib, Patiño (A14) (basehavn i Ferrol)

  - 41. Eskorteeskadre baseret i Rota
    - 6x fregatter af Santa Maria-klassen

  - 31. Eskorteeskadre baseret i Ferrol
    - 5x fregatter af Álvaro de Bazán-klassen

  -  Ubådsflotillen baseret i Cartagena.
    - 4x ubåde af Galerna-klassen (S70-klassen)

  - MCM-flotillen i Cartagena
    - 1x MCM støtteskib, et modificeret Descubierta-klasse
    - 6x Minerydningsfartøjer Segura-klassen

### Armada Española Arma Aérea
Flådens luftvåben hører til på flådebasen i Rota hvor følgende eskadriller er hjemmehørende:
- 3. Escuadrilla
  - 10x Agusta-Bell 212ASW
- 4. Escuadrilla
  - 4x Cessna 650 Citation VII
- 5. Escuadrilla
  - 11x Sikorsky SH-3H/AEW
- 6. Escuadrilla
  - 10x Hughes 500M
- 9. Escuadrilla
  - 17x MD AV-8B+ /TAV-8B Matador
Harrier II
- 11. Escuadrilla
  - 12x Sikorsky SH-60B Seahawk

Derudover findes der en permanent luftgruppe på hangarskibet Principe de Asturias:
- 12x MD AV-8B+ /TAV-8B Matador
Harrier II
- 4x Agusta-Bell 212 ASW
- 6x Sikorsky SH-3H
- 2x Sikorsky SH-3 AEW

### Marineinfanteri
Infanteria de Marina er det spanske flådes marineinfanteri og består af to brigader med i alt 11.500 mand og er opbygget i to grene: BRIMAR, kamptropperne og FUPRO, sikringsstyrkerne. del er specialstyrkekommandoen, der er direkte underlagt flådechefen.
- Brigada der Infantería de Marina (BRIMAR)
  - Unidad de Cuartel General (UCG) – Stabsbataljon
  - Primer Batallón de Desembarco (BD-I) – 1. Landgangsbataljon
  - Segundo Batallón de Desembarco (BD-II) – 1. Landgangsbataljon
  - Tercer Batallón Mecanizado de Desembarco (BDMZ-III) – 3. Mekaniserede landgangsbataljon
  - Grupo de Artillería de Desembarco (GAD) – Landgangsartilleribataljon
  - Grupo de Apoyo de Servicios de Combate (GASC) – Kampstøttebataljon
  - Grupo de Armas Especiales (GRAE) – Pionerbataljon
- Fuerza de Protección (FUPRO)
  - Tercio del Sur (TERSUR) – Sydlige bataljon
  - Tercio del Norte (TERNOR) – Nordlige bataljon
  - Tercio de Levante (TERLEV) – Østlige bataljon
  - Unidad de Seguridad del Mando Naval de Canarias (USCAN) – sikkerhedsdetachementet på de Kanariske øer
  - Agrupación de Infantería de Marina de Madrid (AGRUMAD) – infanteridetachementet i Madrid

### Specialstyrker
Mando de Guerra Naval Especial er den spanske flådes specialstyrkekommando, der er direkte underlagt flådechefen.
- Unidad de Operaciones Especiales (UOE) – Specialstyrkegruppen
- Unidad Especial de Buceadores de Combate (UEBC) – Kampsvømmergruppen

### Fremtidige skibe
Spanien er ligesom mange andre flåder i færd med en større udskiftning af materiel og der kommer de følgende år flere nye skibe til den spanske flåde:
- 4x Buque de Acción Marítima-klassen (BAM) (korvet)
- 4x S80-klassen (Ubåd)
- 1x Juan Carlos I-klassen (amfibie-helikopterskib)